# Torhovîțea, Colomeea
Torhovîțea (în ucraineană Торговиця) este localitatea de reședință a comunei Torhovîțea din raionul Colomeea, regiunea Ivano-Frankivsk, Ucraina.

## Demografie
Componența lingvistică a localității Torhovîțea
     Ucraineană (99,82%)
     Alte limbi (0,18%)
Conform recensământului din 2001, majoritatea populației localității Torhovîțea era vorbitoare de ucraineană (99,82%), existând în minoritate și vorbitori de alte limbi.